# باري مارتن
باري مارتن (بالإنجليزية: Barry Martin)‏ هو رسام بريطاني، ولد في 1943.